# Cylisticus ciscaucasius
Cylisticus ciscaucasius là một loài chân đều trong họ Cylisticidae. Loài này được miêu tả khoa học năm 1977 bởi Borutzkii.